# Monterrubio de la Demanda
Monterrubio de la Demanda ist ein Ort und eine Gemeinde (municipio) mit 56 Einwohnern (Stand: 2024) im Zentrum der Provinz Burgos in der Autonomen Gemeinschaft Kastilien und León. Monterrubio de la Demanda liegt in der Comarca Sierra de la Demanda.

## Lage und Klima
Die Gemeinde Monterrubio de la Demanda liegt etwa 55 Kilometer südwestlich der Provinzhauptstadt Burgos in einer Höhe von ca. 1210 m. Der Río de la Umbría fließt durch die Gemeinde. Das Klima ist gemäßigt bis warm; Regen (ca. 973 mm/Jahr) fällt übers Jahr verteilt.
Der Cerro de las Veneras mit 1554 Metern befindet sich im Gemeindegebiet.

## Sehenswürdigkeiten
- Kirche Johannes der Täufer (Iglesia de San Juan Bautista)
- Einsiedelei

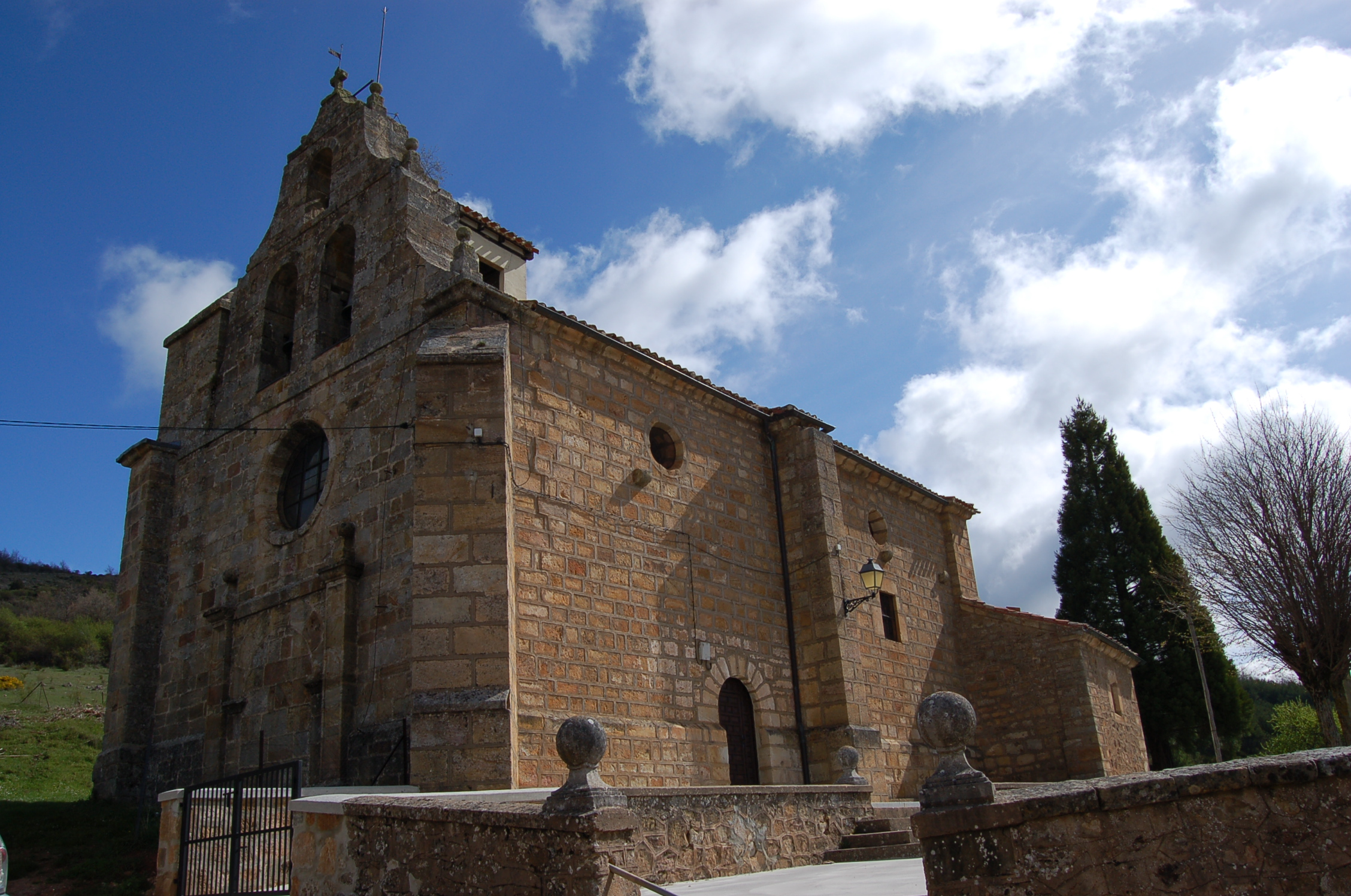
Kirche Johannes der Täufer
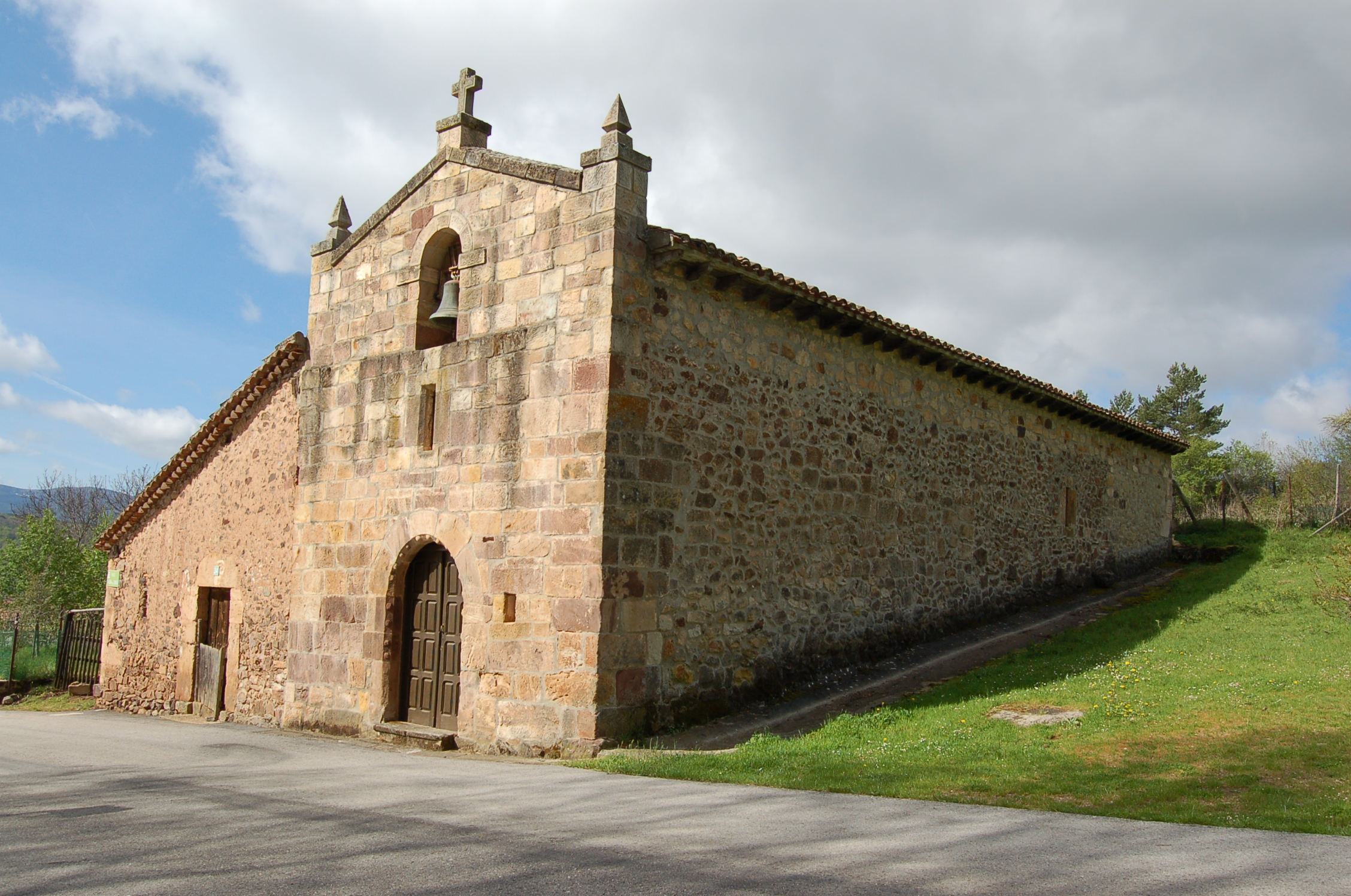
Einsiedelei